# マーカス・グロンホルム
マーカス・ウルフ・ヨハン・グロンホルム（典: Marcus Ulf Johan Grönholm, 1968年2月5日 - ）は、フィンランド・インクー出身のラリードライバー。スウェーデン語系フィンランド人である。2000年、2002年の世界ラリー選手権（WRC）王者であり、WRC歴代3位の30勝を記録した。

## 経歴

### 苦労人時代
父ウルフ・グロンホルムはフィンランド・ラリー選手権で2度のチャンピオンとなったが、1981年、マーカス13歳の時テスト中に事故死した。父の影響でラリーに興味を持つが、当初はモトクロスの選手だった。しかし足を痛めたことでラリーに転向。1987年にキャリアを始め、フィンランド国内選手権やスポット参戦でキャリアを積み、1990年の地元1000湖にはワークス放出のトヨタ・セリカ (ST165) で出場した。これを機にトヨタとの関係が始まり、1994年の1000湖ではST185セリカで5位を獲得した。
その後もトヨタ・カストロール・チームやグリフォーネといったトヨタ系プライベートチームや、三菱、セアトでの助っ人参戦などでWRCにスポット参戦を続けたが、プライベートチーム故のテスト不足や経験不足から、思うような結果が出せず、同世代のコリン・マクレーやカルロス・サインツ、トミ・マキネンらとは対照的に不遇の時期を送る。しかしフィンランド国内選手権では当時最強を誇り、1994、1996、1997、1998年の4回チャンピオンとなっている。

### プジョー時代

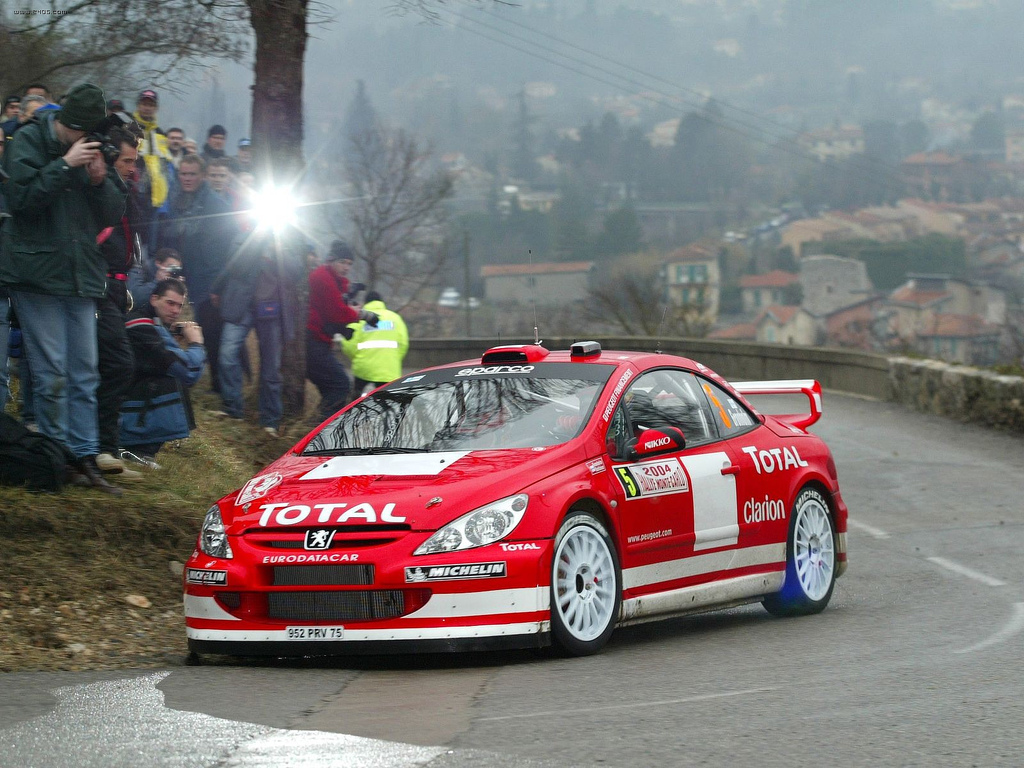
307WRC。2004年ラリー・モンテカルロにて。

しかしその不遇の時期も、突然一変することになる。1998年ラリー・フィンランドをカローラWRCで好走するもクラッシュし、牧場の仕事に戻ろうかと真剣に悩んでいた時、当時WRC復帰を目指していたプジョーのチームマネージャーであったジャン＝ピエール・ニコラが声を掛けたことで、契約と相成った。
晴れてプジョーのワークスドライバーとなったグロンホルムは206 WRCをドライブ。フル参戦初年の2000年に第2戦スウェーデンで待望のWRC初優勝を飾り、シーズン4勝を挙げて念願のWRC年間王者に輝く。
翌2001年は前半戦でリタイアを重ね、後半に3勝を挙げたものの、スバルのリチャード・バーンズに王座を明け渡してしまう。しかし2002年には年間5勝を挙げ、2位以下に2倍以上の圧倒的なポイント差をつけて再び年間王者に返り咲いた。この年は好調のあまり、しばしば笑いながら運転する様子が車内カメラに映し出されていた。この年はレース・オブ・チャンピオンズ（RoC）でも、当時新人のセバスチャン・ローブを下して優勝している。
2003年は前半に3勝を挙げるも、中盤からリタイアが重なりチャンピオンを逃した。この年チャンピオンとなったペター・ソルベルグや、その後圧倒的な成績を残し続けることとなるセバスチャン・ローブといった若手が台頭し、2004年からの新車307WRCの不調などもあり、複数回の優勝はするが年間王者までは手が届かずにいた。

### フォード時代

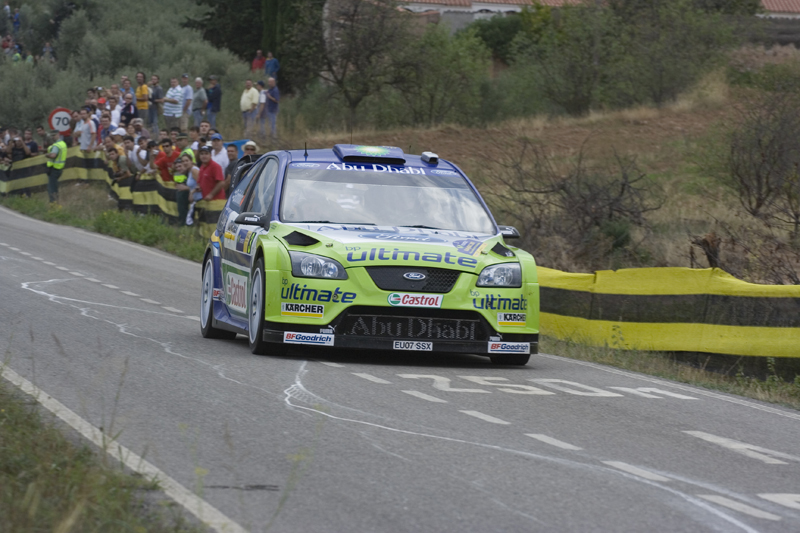
フォーカスRS WRC 06。2007年ラリー・カタルーニャにて。

プジョーが2005年いっぱいでWRCからの撤退を決断したため、2006年からはフォードへ移籍した。
2006年シーズンは開幕2連勝を達成し順調なスタートを切ったが、ライバルのローブは常に優勝か2位という結果でシーズンを進めた。ローブはプライベートで負った怪我のためシーズン終盤戦の欠場を余儀無くされたが、グロンホルムは1ポイント差で追いつくことができず年間2位でシーズンを終えた。しかし、チームメイトのミッコ・ヒルボネンと共にフォードの27年ぶりのマニファクチャラーズタイトル獲得に貢献した。
この年はフォーカスの信頼性が低く、ポイントこそ差を付けられたが随所でローブを上回る走りを見せた。ローブが得意とするターマックでも肉薄する走りを見せ、実際にローブが焦りを感じるという場面が何度もあった。
2007年は引退を決めて望んだ彼自身最後のシーズンとなった。この年は、ライバルのローブと常にギリギリの激しい争いを繰り広げることになった。第2戦スウェーデンで優勝を飾り、ポイントランキングでトップに立つも、第4戦からローブに3連勝を許し2位に後退する。しかし第7戦イタリアでローブのミスに助けられ優勝すると、アクロポリス、フィンランドでも連勝して再びランキングトップを奪い返す。第11戦ニュージーランドでは僅か0.3秒差でローブを下してシーズン5勝目を記録した。第15戦日本は各メーカーのエースドライバーが軒並みリタイアするサバイバルレースとなったが、グロンホルム、ローブ両名とも、リタイア後にチャンピオン獲得を諦めるような発言を残した。2戦を残して4ポイントのリードを得るが、アイルランドで痛恨の2戦連続リタイアを喫し逆に6ポイントの差を付けられた。4年ぶりにタイトル争いが最終戦まで縺れたがこれが致命傷となり、最終戦はローブを押さえて2位に入るも4ポイント差で敗れた。結果、引退年にチャンピオンとなることは出来ずドライバーズタイトル2位でシーズンを終えた。
WRCのスケジュール変更を見越してフォードとは2008年半ばまでの契約を結んでいたが、スケジュールが従来どおり年内で完了するとの決定と、まだ勝てるうちに現役を退きたいとのグロンホルムの強い意向により、契約を切り上げての引退となった。長年の相棒であるティモ・ラウティアイネンも同時に引退している。

### WRC引退後

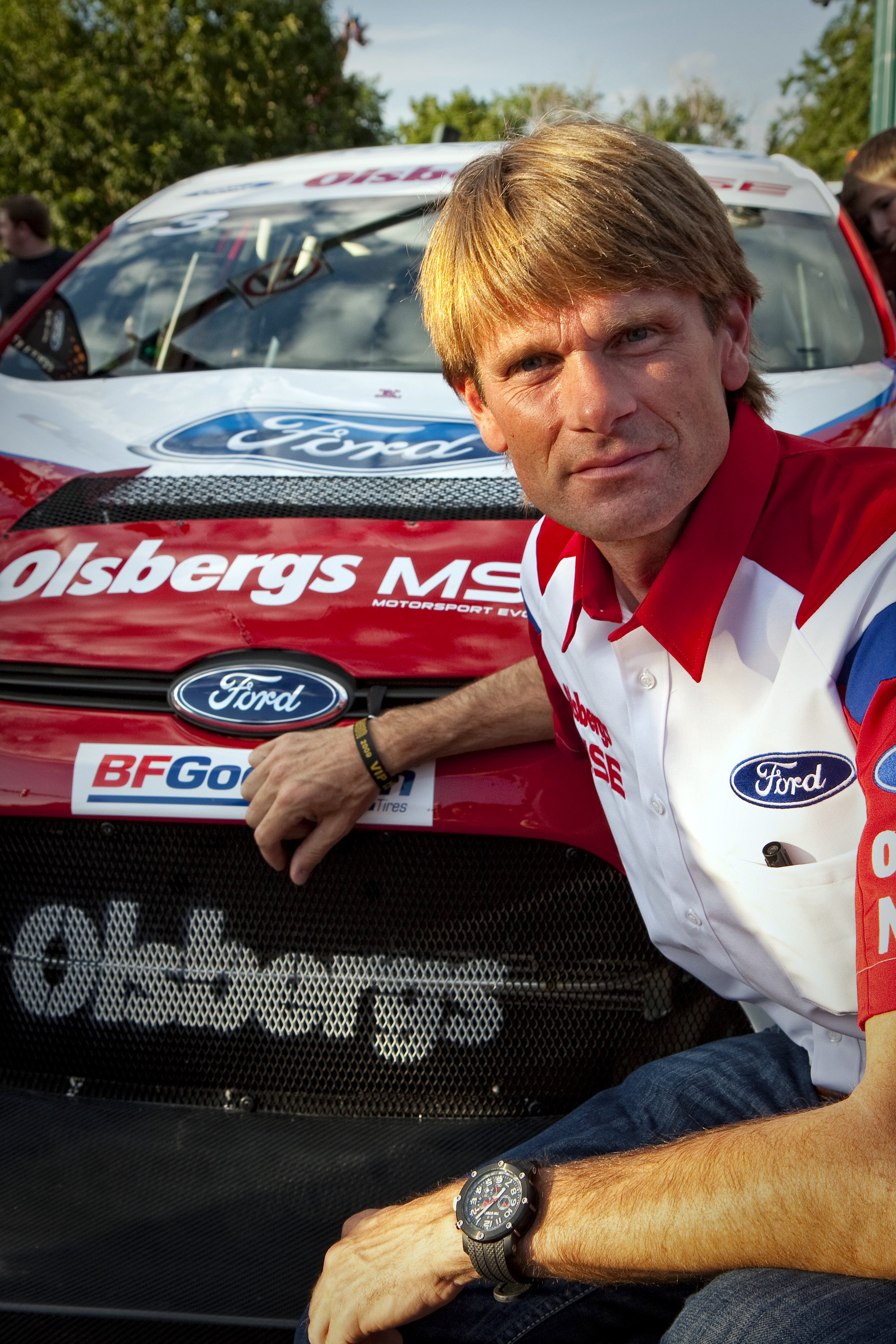
2009年パイクスピークにて

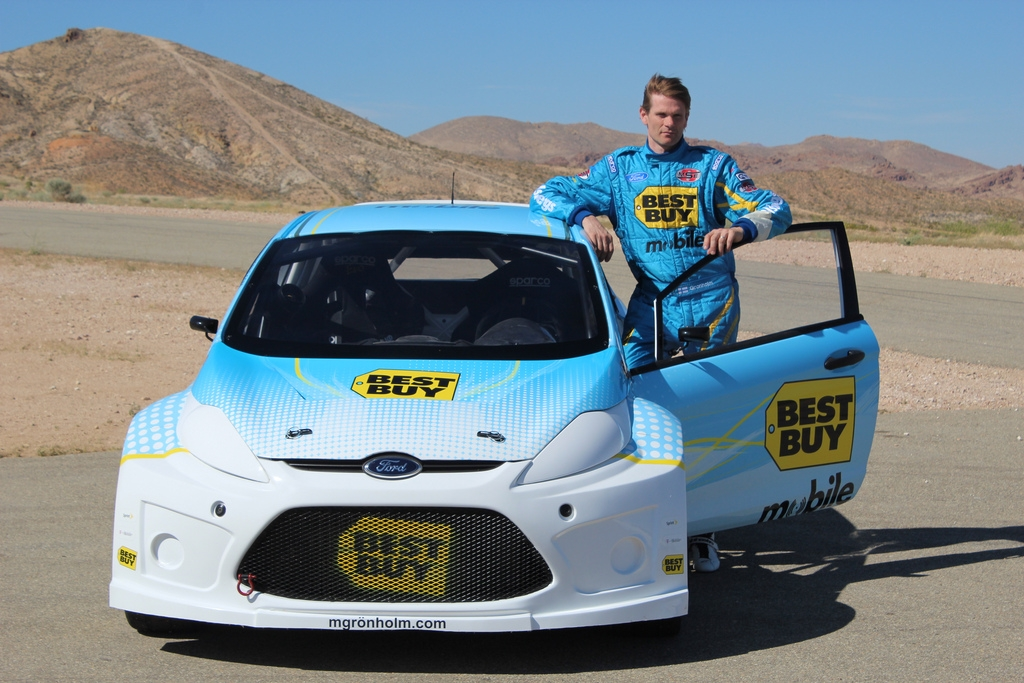
グロンホルムとフォード・フィエスタGRC（2012年）

2008年からは夫人との共同経営でショッピングセンターを経営する傍ら、後進ラリードライバーの育成に努めている。また、2・3戦とスポットながら、ノルウェーのラリークロス選手権にフォード・フィエスタで出場した。
グロンホルム本人は引退当時から「本当に限定的だが例外もある」という言い回しでWRCへのスポット参戦をほのめかしていたが、2009年はスバルからWRCに復帰するとの予定が報じられた。しかし、スバルが2008年をもってワークス活動を終了してしまい、一度はグロンホルムの出場話も消滅した。ところがスバルの実働部隊であったプロドライブが独自にインプレッサの開発を限定的ながらも継続しており、ボーダフォンのスポンサードも受けられる見通しとなったことから、同年4月のラリー・ポルトガルにスポット参戦した。ラウティアイネンも現役に復帰しグロンホルムのナビを務めたが、結果はSS8でリタイアに終わった。
同年にはパイクスピーク・インターナショナル・ヒルクライムにもフォード・フィエスタで初出場。近年パイクスピークで絶対的な強さを誇っている田嶋伸博に対抗できる一番手と見られていたが、途中でオーバーヒート症状が出た影響もあり、結果は11分28秒963と田嶋に及ばず優勝を逃した。
2010年はフィンランドの実業家（ラリードライバーでもある）マティアス・テルマンの支援のもと、WRC開幕戦のラリー・スウェーデンにフォード・フォーカスWRCで出場。自らが経営するレストランの名前の由来になったステージ・セーゲン2でベストタイムを出すものの、電気系統トラブルとパンクのため21位に終わった。また、2011年からWRCに参戦するMINI（プロドライブ）のドライバー候補に名を挙げられ、ミニ・ジョン クーパー ワークス WRCのテストにも参加した。
2011年からは活躍の舞台をアメリカに移した。ベスト・バイのスポンサードを受けたフォード・フィエスタでこの年に発足したグローバル・ラリークロス選手権（GRC）に出場。そのシリーズ戦として組み込まれたステイプルズ・センターでのX-gamesラリークロス競技に出場し、銀メダルを獲得した。2012年は開幕2連勝をあげるも、第3戦のX-gamesではプラクティス中のクラッシュで負傷し、リタイアしている（この年はX-games初参戦のローブが圧勝し金メダルを獲得した）。
2014年よりフォルクスワーゲンとテストドライバー契約し、ポロR WRCの開発に関わる。新規定の2017年モデル開発にも加わっていたが、2016年限りでのWRC撤退表明によりお蔵入りとなってしまった。
2018年WRCのラリー・フィンランドではSS1のデモランをトヨタ・ヤリスWRCで走り、現役ドライバーと遜色のないタイムを出した。
2019年WRC第2戦スウェーデンで50歳になった自分への誕生日プレゼントとしてトヨタのヤリスWRCでプライベーターとして参戦。スーパーSSではローブと対戦するなどラリーを盛り上げた。

## 人物
やや口数の少ない人物だが心中が表情に表れ易く、強烈な毒舌を口にしたり、感情的な一面を見せる事もある。トラブルが出まくった初期の307 WRCに対して「このクルマにはもううんざりだ（Im' fed up with this car!）」と吐き捨てたのは象徴的なエピソードである。
身長は193cmあり、現役中はWRCで最も身長の高いドライバーであった。
海外での愛称は「Bosse」。日本では主にマーカスと呼ばれている。苦労を重ねてきた経歴や、プジョー時代の活躍などから日本でのファンも多く、フォードに移籍しても人気は衰えなかった。
既婚であり、3人の子供がいる。長男のニクラス・グロンホルムは世界ラリークロス選手権 (WorldRX) に参戦しており、父親のマーカスは2016年はマネージャーとして、2017年は所属チームGRXのオーナーとして息子をサポートする。
コ・ドライバーはティモ・ラウティアイネン。妻はグロンホルムの妹であるため、ラウティアイネンのほうが年上だが、グロンホルムの義弟にあたる。フィンランド国内選手権で8回チャンピオンを獲得し、スズキ・SX4WRCやプジョー・307WRCでWRCにスポット参戦したセバスチャン・リンドホルムはいとこに当たる。

## 戦績

### WRC以前
- 1998 - フィンランド国内選手権 年間タイトル獲得（トヨタ）
- 1997 - フィンランド国内選手権 年間タイトル獲得（トヨタ）
- 1996 - フィンランド国内選手権 年間タイトル獲得（トヨタ）
- 1994 - フィンランド国内選手権 年間タイトル獲得（トヨタ）
- 1991 - フィンランド国内選手権 年間タイトル獲得（トヨタ）

### WRC戦績
- 2007 - ワールドラリー・チャンピオンシップ 年間2位(BP-フォード)
- 2006 - ワールドラリー・チャンピオンシップ 年間2位(BP-フォード)
- 2005 - ワールドラリー・チャンピオンシップ 年間3位(プジョー)
- 2004 - ワールドラリー・チャンピオンシップ 年間5位(プジョー)
- 2003 - ワールドラリー・チャンピオンシップ 年間6位(プジョー)
- 2002 - ワールドラリー・チャンピオンシップ 年間タイトル獲得(プジョー)
- 2001 - ワールドラリー・チャンピオンシップ 年間4位(プジョー)
- 2000 - ワールドラリー・チャンピオンシップ 年間タイトル獲得(プジョー)
- 1999 - ワールドラリー・チャンピオンシップ スポット参戦(プジョー、セアト、三菱)